# John Berry (director)
John Berry (6 de septiembre de 1917-29 de noviembre de 1999) fue un director cinematográfico de nacionalidad estadounidense, exiliado en Francia cuando su carrera se vio interrumpida al ser incluido en la lista negra de Hollywood.

## Biografía

### Inicios
Su verdadero nombre era Jak Szold, y nació en el barrio del Bronx, en la ciudad de Nueva York, siendo su padre de origen judío polaco y su madre de raíces rumanas. Fue actor infantil en el género del vodevil, apareciendo sobre el escenario por vez primera a los cuatro años de edad. En su adolescencia fue durante un tiempo boxeador, siendo conocido por el nombre de Jackie Sold. El padre de Berry era dueño de 28 restaurantes en Nueva York, pero perdió su negocio a causa de la Gran Depresión, y Berry hubo de ganarse la vida como comediante y maestro de ceremonias en hoteles de las Montañas de Catskill, además de trabajar como actor.

### Mercury Theatre y Hollywood
La primera oportunidad de Berry llegó al ser contratado por el Mercury Theatre para participar en su producción de debut, Caesar (1937). Berry interpretó otros papeles para el teatro, y ayudó a Orson Welles en la dirección en 1942 de Native Son. Berry guardaba un recuerdo positivo de su asociación con Welles y con John Houseman en el Mercury. En 1943 Houseman producía películas en Hollywood para Paramount Pictures, y contrató a Berry, que dirigió el programa de formación en dirección de los Paramount Studios, y realizando la producción de Houseman Miss Susie Slagle's, que protagonizaban Veronica Lake y Lillian Gish. 
Berry dirigió otros largometrajes para Paramount, entre ellos From This Day Forward y Cross My Heart. Sin embargo Berry fue despedido por negarse a dirigir la película de 1946 protagonizada por Alan Ladd O.S.S..
Posteriormente Berry dirigió el film musical Casbah (1948), producida por una compañía de Tony Martin, protagonista de la cinta junto a Yvonne De Carlo, y que distribuyó Universal. También rodó Tension (1949) para MGM, y He Ran All the Way (1951), film con John Garfield y Shelley Winters.

### Lista negra
En 1950 Berry aceptó dirigir un corto documental sobre los Diez de Hollywood, un grupo de directores y guionistas que se negaron a cooperar con el Comité de Actividades Antiestadounidenses (HUAC) en su investigación sobre la infiltración del Partido Comunista de los Estados Unidos en la industria cinematográfica. Tras dirigir He Ran All the Way (1951), Berry fue llamado comunista por el director y antiguo miembro del partido Edward Dmytryk, uno de los Diez de Hollywood, que había sido encarcelado por no cooperar con el HUAC. Tras su liberación, Dmytryk se exilió en Inglaterra, pero intentó volver a la industria cinematográfica de Hollywood, y testificó voluntariamente ante el HUAC en abril de 1951.
Nombrando a Berry y a otros 25 supuestos comunistas, Dmytryk pudo retomar su carrera en Hollywood. Berry fue también nombrado por el exmiembro del Partido Comunista Frank Tuttle, que testificó ante el HUAC en 1951 tras volver de Austria, con el fin de limpiar su nombre y retomar su empleo en Hollywood. Incapaz de asegurarse un trabajo, Berry dejó los Estados Unidos y se mudó con su familia a París. He Ran All the Way sería la última cinta dirigida por Berry en su país durante casi un cuarto de siglo.
En Francia Berry fue contratado para codirigir Atoll K (1951), la última comedia de Stan Laurel y Oliver Hardy. Sin embargo, en los créditos no aparecía Berry, sino únicamente el director francés Léo Joannon.
En los años 1950, Berry dirigió dos películas protagonizadas por Eddie Constantine, Ça va barder (1953) y Je suis un sentimental (1955), y también dirigió Tamango (1958), un film protagonizado por Dorothy Dandridge.

### Vuelta del exilio
La lista negra se rompió en 1960 con el estreno de dos películas escritas por uno de los Diez de Hollywood, Dalton Trumbo, Éxodo y Espartaco. Gracias a ello Trumbo, uno de los más destacados de los Diez, tuvo sus primeros créditos en Hollywood tras haber entrado en la lista negra. De ese modo, Berry volvió a los Estados Unidos a principios de los años 1960, dirigiendo episodios de los shows televisivos East Side/West Side y Seaway.
Aun así, continuó trabajando en Francia, aunque volvió otra vez a Estados Unidos en la década de 1970 para dirigir filmes como Claudine (1974), protagonizado por Diahann Carroll, la cual fue nominada al Premio Óscar, y The Bad News Bears Go to Japan (1978).
John Berry falleció en 1999 en París, Francia. En ese momento se encontraba editando una versión cinematográfica (estrenada en 2000 y protagonizada por Danny Glover y Angela Bassett) de la obra teatral escrita en 1969 por Athol Fugard Boesman and Lena, la cual él había dirigido en su exitoso estreno en Estados Unidos en el Circle in the Square Theatre en el año 1970.
Había estado casado con la actriz francesa Myriam Boyer desde 1975, y tuvo dos hijos, Dennis Berry, director, y Arny Berry, actor y director.

## Filmografía (selección)

### Director
- 1945 : Tuesday in November
- 1946 : Cross My Heart
- 1946 : From This Day Forward, con Joan Fontaine
- 1946 : Miss Susie Slagle's, con Veronica Lake
- 1948 : Casbah, con Peter Lorre e Yvonne De Carlo
- 1949 : Tension, con Richard Basehart, Cyd Charisse y Audrey Totter
- 1950 : Atoll K, codirigida con Léo Joannon, con Stan Laurel, Oliver Hardy y Suzy Delair
- 1951 : He Ran All the Way, con John Garfield, Shelley Winters y Wallace Ford
- 1951 : The Hollywood Ten (documental)
- 1953 : C'est arrivé à Paris, con Evelyn Keyes y Henri Vidal
- 1955 : Ça va barder, con Eddie Constantine, May Britt y Jean Carmet
- 1955 : Je suis un sentimental, con Eddie Constantine, Bella Darvi y Paul Frankeur
- 1956 : Don Juan, con Fernandel, Erno Crisa y Christine Carrère
- 1957 : Tamango, con Curd Jürgens, Dorothy Dandridge y Alex Cressan
- 1959 : Oh ! Qué mambo, con Magali Noël, Dario Moreno y Lyla Rocco
- 1966 : Maya , con Clint Walker
- 1968 : À tout casser, con Eddie Constantine, Johnny Hallyday y Michel Serrault
- 1974 : Claudine, con James Earl Jones
- 1977 : Thieves, con Charles Grodin
- 1985 : Le Voyage à Paimpol, con Myriam Boyer, Michel Boujenah y Jean-François Garreaud
- 1988 : Il y a maldonne, con Jacques Martial, Clovis Cornillac y Luc Thuillier
- 1990 : A Captive in the Land
- 2000 : Boesman & Lena, con Danny Glover y Angela Bassett

### Actor
- 1938 : Too Much Johnson, de Orson Welles
- 1943 : Seeds of Freedom, de Hans Burger
- 1944 : Double Indemnity, de Billy Wilder
- 1956 : Mi tío Jacinto, de Ladislao Vajda
- 1976 : F comme Fairbanks, de Maurice Dugowson
- 1985 : Round Midnight, de Bertrand Tavernier
- 1985 : Cinématon, de Gérard Courant
- 1986 : Voyage à Laon, Portrait de groupe #24, de Gérard Courant
- 1986 : Golden Eighties, de Chantal Akerman
- 1987 : Un homme amoureux, de Diane Kurys
- 1988 : Blancs cassés, de Philippe Venault
- 2000 : Elle et lui au 14e étage, de Sophie Blondy

## Teatro
Director
- 1987 : Hello and Good bye, a partir de Athol Fugard, Théâtre Mouffetard

## Obra literaria
- Don't Betray Me
  - La fièvre monte Gallimard, Série noire n° 849 (1964)